# Grant megye (Oklahoma)
Grant megye az Amerikai Egyesült Államokban, azon belül Oklahoma államban található. Megyeszékhelye és legnagyobb városa Medford. Lakosainak száma 4169 fő (2020. április 1.). Grant megye Sumner, Kay, Noble, Garfield, Harper és Alfalfa megyékkel határos.

## Népesség
A megye népességének változása:
| Lakosok száma | 4537 | 4548 | 4515 | 4528 | 4523 | 4169 |
|               | 2010 | 2011 | 2012 | 2013 | 2015 | 2020 |